# Елла Бріггс
Елла Бріггс (Ella Briggs), уроджена Елла Баумфельд (Ella Baumfeld; 5 березня 1880 — 20 червня 1977) — австрійська архітекторка.

## Біографія
Елла Баумфельд народилася у Відні 5 березня 1880 у сім'ї юриста. Оскільки жінки не могли вивчати архітектуру за часів Німецької імперії, вона навчалася у художній школі Wiener Frauenerwerbsvereines (Віденської асоціації жіночої зайнятості) в Адальберта Зеліґманна, а пізніше — у Віденському університеті прикладних мистецтв у різних викладачів.
У 1903 році поїхала до Сполучених Штатів. Отримала медаль на Всесвітній виставці 1904 року у Сент-Луїсі (штат Міссурі). У 1907 році в Нью-Йорку взяла шлюб з юристом Вальтером Дж. Бріггсом; вони розлучилися у 1912. До 1910 року Елла розвивалася як дизайнер інтер'єру, декорувала кілька кімнат у Нью-Йоркському новому німецькому театрі на розі 59-ї вулиці та Медісон. 
Разом з Керролл Мерсер Бріггс також умеблювала та оздобила будинок Нью-Йоркського прес-клубу. 
Журнал The New York Architect відзначив її дизайн шпалер та трафарети фризів, а також кольоросхеми, зауваживши що вона «адаптувала сучасні принципи гармонії кольорів, простоти, правдивості прикладних матеріалів до американських смаків».
У 1916—1918 відвідувала курс малювання у Школі технічного будівництва. У 1919 році вивчала структурне проектування у Державній торговельній школі (Staatsgewerbeschule) в Зальцбурзі. Далі два роки навчалася у німецького архітектора Теодора Фішера в Мюнхенському технічному університеті.

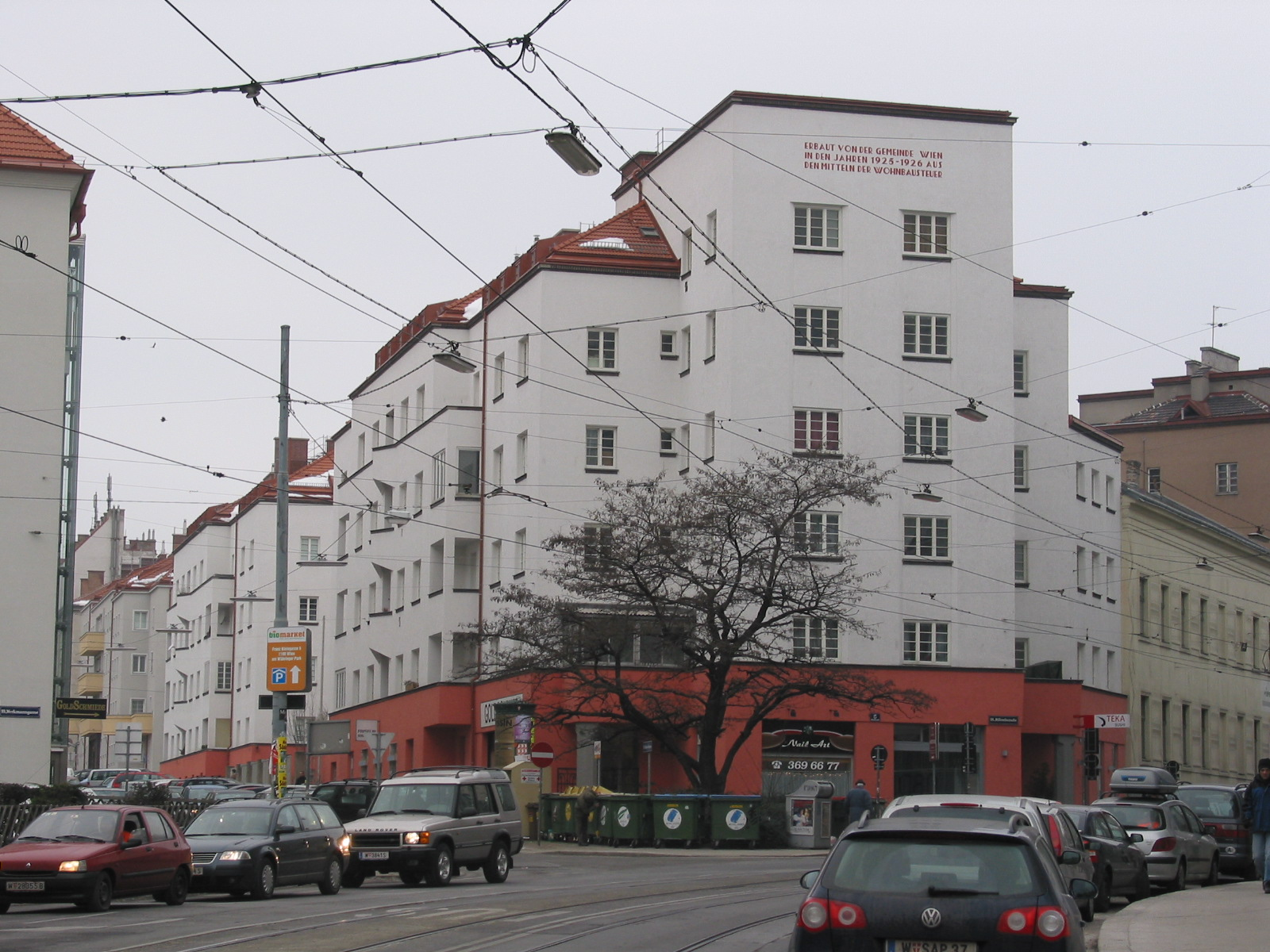
Песталоцці-Гоф

У 1920 році Бріггс поїхала до США, де працювала в Нью-Йорку й Філадельфії. Друкувалася у різних журналах. Ескізи, розроблені нею у США, зберігаються у Віденському будинку художників. У 1921 році вона стала першою жінкою-членом Австрійської асоціації інженерів та архітекторів (Österreichischer Ingenieur- und Architekten-Verein). Також вона стала першим уповноваженим архітектором в Австрії. Після повернення до Відня вона побудувала власний будинок, Песталоцці-Гоф, і далі Деліґенгайм. Була однією з двох жінок (разом з Маргарете Шютте-Ліхоцкі), що балотувалися у міську раду Відня у міжвоєнних період.
З 1930 по 1933 рік жила у Берліні, де будувала поселення та житлові будівлі. Оскільки була єврейкою, то втекла до Відня, рятуючись від нацистів. У 1936 році емігрувала до Англії, хоча й без дозволу на роботу. Невдовзі розробила дизайн для домокооперативу в Енфілді. У 1947 році отримала британське громадянство. Відкрила офіс у Лондоні, де працювала до кінця життя.
Бріггс померла в Лондоні 20 червня 1977 року.

## Роботи
- Песталоцці-Гоф у Відень-Деблінгу (XIX. Bezirk), Philippovichgasse 2-4, 1925/1926
- Wohnhausanlage у Берлін-Маріендорфі, Rathausstraße 81-83b / Königstraße 42-43, 1930